# Municipio de Oak Grove (Arkansas)
El municipio de Oak Grove (en inglés: Oak Grove Township) es un municipio ubicado en el condado de Lonoke en el estado estadounidense de Arkansas. En el año 2010 tenía una población de 4154 habitantes y una densidad poblacional de 75,28 personas por km².

## Geografía
El municipio de Oak Grove se encuentra ubicado en las coordenadas 34°56′3″N 91°55′5″O / 34.93417, -91.91806. Según la Oficina del Censo de los Estados Unidos, el municipio tiene una superficie total de 55.18 km², de la cual 55,15 km² corresponden a tierra firme y (0,06 %) 0,03 km² es agua.

## Demografía
Según el censo de 2010, había 4154 personas residiendo en el municipio de Oak Grove. La densidad de población era de 75,28 hab./km². De los 4154 habitantes, el municipio de Oak Grove estaba compuesto por el 97,01 % blancos, el 0,43 % eran afroamericanos, el 0,41 % eran amerindios, el 0,46 % eran asiáticos, el 0,79 % eran de otras razas y el 0,89 % eran de una mezcla de razas. Del total de la población el 1,83 % eran hispanos o latinos de cualquier raza.